# (100036) 1991 PM14
(100036) 1991 PM14 es un asteroide perteneciente al cinturón de asteroides, descubierto el 6 de agosto de 1991 por Henry E. Holt desde el Observatorio del Monte Palomar, Estados Unidos.